# Myriophyllum amphibium
Myriophyllum amphibium är en slingeväxtart som beskrevs av Jacques-Julien Houtou de La Billardière. Myriophyllum amphibium ingår i släktet slingor, och familjen slingeväxter. Inga underarter finns listade i Catalogue of Life.